# San Sebastián, Zongolica
San Sebastián är en ort i Mexiko.   Den ligger i kommunen Zongolica och delstaten Veracruz, i den sydöstra delen av landet, 240 km öster om huvudstaden Mexico City. San Sebastián ligger 1 014 meter över havet och antalet invånare är 730.
Terrängen runt San Sebastián är varierad, och sluttar österut. Runt San Sebastián är det ganska tätbefolkat, med 222 invånare per kvadratkilometer. Närmaste större samhälle är Córdoba, 17,5 km norr om San Sebastián. I omgivningarna runt San Sebastián växer i huvudsak städsegrön lövskog.